# Bedolach
Bedolach (hebrejsky בדולח, doslova Křišťál,anglicky Bedolah) byla izraelská osada v pásu osad Guš Katif, která se nacházela v jihozápadní části Pásma Gazy. Žilo v ní téměř 200 religiózních Židů.

## Dějiny
Bedolach byl založen polovojenskou organizací Nachal v roce 1979 a v roce 1986 byl předán civilistům jako ortodoxní zemědělská osada. Byl domovem třiceti rodin (220 osob). Většina obyvatel pocházela z mošavů ze západního Negevu a z oblasti Tel Mond. Osada v minulosti také přijala rodiny židovských imigrantů z Francie. Mezi hlavní ekonomickou aktivitu patřilo zemědělství, konkrétně pak skleníkové hospodaření (pěstování ovoce a zeleniny.
Obyvatele osady Bedolach byli 17. srpna 2005 nuceně vystěhováni v rámci Izraelského plánu jednostranného stažení, při kterém byly jejich domy zdemolovány a okolní oblast předána Palestinské autonomii.

## Demografie
Obyvatelstvo obce Bedolach bylo v databázi rady Ješa popisováno jako nábožensky založené. Šlo o menší sídlo vesnického typu se stagnujícím počtem obyvatel. K 31. prosinci 2004 zde žilo 191 lidí. Během roku 2004 populace obce vzrostla o 2,1 %.
| Rok            | 1999 | 2000 | 2001 | 2002 | 2003 | 2004 |
| -------------- | ---- | ---- | ---- | ---- | ---- | ---- |
| Počet obyvatel | 197  | 184  | 180  | 189  | 187  | 191  |